# Home Nations Championship 1887
Home Nations Championship 1887 – piąta edycja Home Nations Championship, mistrzostw Wysp Brytyjskich w rugby union, rozegrana pomiędzy 8 stycznia a 12 marca 1887 roku. Pierwszy samodzielny tytuł zdobyła Szkocja, rok wcześniej podzieliwszy się nim z Anglikami.
Zgodnie z ówczesnymi zasadami punktowania, zwycięzcą meczu była drużyna z większą liczbą goli. Przy jednakowej liczbie goli zwyciężał natomiast zespół, który zdobył więcej przyłożeń.
Pierwszy mecz zawodów miał być rozegrany w Llanelli na Stradey Park, gdzie wzniesiono już dodatkową widownię. Anglicy odmówili jednak gry z powodu zmrożonego boiska, tak więc spotkanie przeniesiono na pobliski Stradey Park Cricket Ground.

## Mecze
| 8 stycznia 1887 | Walia   | 0G – 0G | Anglia | Stradey Park Cricket Ground, Llanelli Widzów: 8 000 Sędzia: George Rowland Hill |
| 8 stycznia 1887 | Relacja |         |        | Stradey Park Cricket Ground, Llanelli Widzów: 8 000 Sędzia: George Rowland Hill |

| 5 lutego 1887 | Irlandia                                       | 2G – 0G | Anglia | Lansdowne Road, Dublin Sędzia: William Phillips |
| 5 lutego 1887 | Punkty: Tillie (P) Montgomery (P) Rambaut (2G) | Relacja |        | Lansdowne Road, Dublin Sędzia: William Phillips |

| 19 lutego 1887 | Irlandia | 0G – 2G                                               | Szkocja | Ormeau Road, Belfast Sędzia: George Rowland Hill |
| 19 lutego 1887 |          | Punkty: Maclagan (P) McEwan (P) Morton (P) Berry (2G) |         | Ormeau Road, Belfast Sędzia: George Rowland Hill |

| 26 lutego 1887 | Szkocja | 4G – 0G | Walia | Raeburn Place, Edynburg Widzów: 6 000 Sędzia: Frederick Currey |
| 26 lutego 1887 | Punkty: Lindsay (5P) McEwan (P) Maclagan (P) McMillan (P) Morton (P) Orr (P) Reid (P) Wauchope (P) Berry (2G) Woodrow (2G) | Relacja |       | Raeburn Place, Edynburg Widzów: 6 000 Sędzia: Frederick Currey |

| 5 marca 1887 | Anglia              | 0G, 1P – 0G, 1P | Szkocja            | Whalley Range, Manchester Widzów: 9 000 Sędzia: Thomas Lyle |
| 5 marca 1887 | Punkty: Jeffery (P) | Relacja         | Punkty: Morton (P) | Whalley Range, Manchester Widzów: 9 000 Sędzia: Thomas Lyle |

| 12 marca 1887 | Irlandia                | 0G – 1G | Walia                        | Birkenhead Park, Birkenhead Widzów: 5 000 Sędzia: J.A. Gardner |
| 12 marca 1887 | Punkty: Montgomery (3P) | Relacja | Punkty: Morgan (P) Gould (G) | Birkenhead Park, Birkenhead Widzów: 5 000 Sędzia: J.A. Gardner |